# PKP řada Tr7

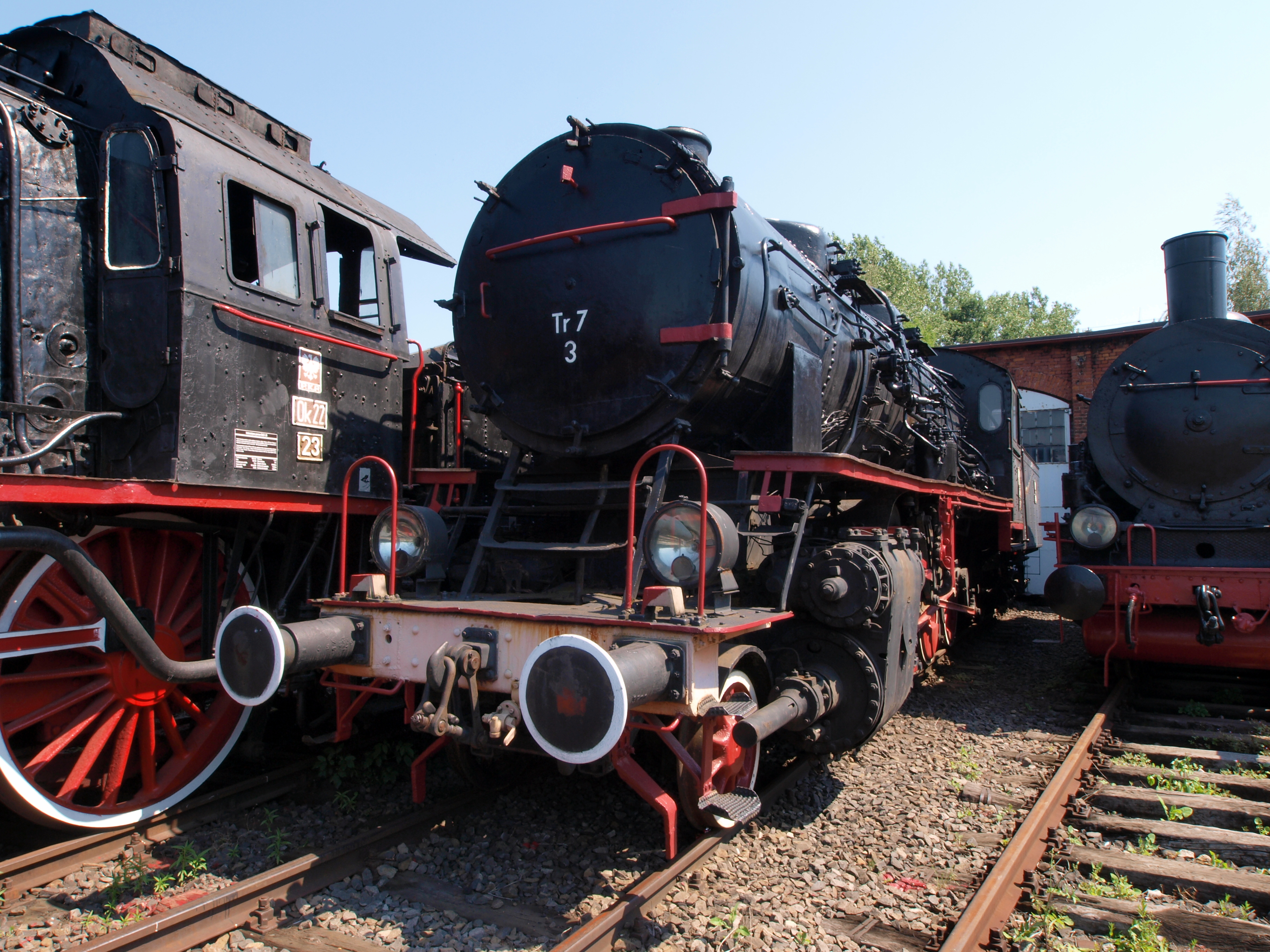
Lokomotiva Tr7

Tr7 je polská parní lokomotiva, vyráběná v roce 1941 v továrně Borsig v Berlíně. Lokomotivy tohoto typu byly používány především k přepravě zboží při výrobě a zpracování uhlí. Byly vyrobeny 4 kusy.